# ساري مقدسي
ساري مقدسي (1964-) هو أستاذ وبروفيسور أمريكي من أصول فلسطينية ولبنانية. متخصص في الأدب الإنجليزي بجامعة كاليفورنيا (لوس أنجلوس). كتب عدة كتب في مجاله، كما كتب في قضايا سياسية وثقافية عربية. ساري هو حفيد أنيس المقدسي (1885-1977) الأستاذ المعروف في جامعة بيروت العربية، كما أنه ابن جين سعيد مقدسي وهي أخت المفكر الراحل إدوارد سعيد.
حصل على جائزة الكتاب العربي الأمريكي لعام 2009، تقدير خاص: "فلسطين من الداخل إلى الخارج: احتلال يومي".

## سيرته
وُلِد ساري مقدسي في واشنطن. والده سمير مقدسي أستاذ لبناني فلسطيني في الاقتصاد في الجامعة الأميركية في بيروت، ووالدته جان سعيد مقدسي باحثة فلسطينية مستقلة، وهو أيضًا حفيد أنيس مقدسي، أستاذ اللغة العربية في الجامعة الأميركية في بيروت.   في عام 2009، ألقى المقدسي محاضرة إدوارد سعيد التذكارية في جامعة أديلايد.
أمضى طفولته المبكرة في الولايات المتحدة، وانتقل إلى لبنان في سن الثامنة. على الرغم من نشأته في عائلة مسيحية، إلا أنهم عاشوا في "حي يسكنه أغلبية مسلمة في بيروت". عاد المقدسي إلى الولايات المتحدة لقضاء سنته الأخيرة في المدرسة الثانوية. حصل على درجة البكالوريوس من جامعة ويسليان في عام 1987، وحصل على درجة الدكتوراه من جامعة ديوك في عام 1993، وقام بالتدريس لمدة عقد من الزمان كأستاذ مساعد، ثم كأستاذ مشارك، للغة الإنجليزية والأدب المقارن في جامعة شيكاغو قبل الانضمام إلى جامعة كاليفورنيا في لوس أنجلوس في عام 2003. كما حظي عمله بالثناء لتطبيقه نظرية التحليل النفسي، بما في ذلك نظريات فرويد ولاكان، على مجتمعات الشرق الأوسط وشمال أفريقيا.

## مؤلفاته
- الإمبريالية الرومانسية: الإمبراطورية العالمية وثقافة الحداثة، نيويورك وكامبريدج، إنجلترا: مطبعة جامعة كامبريدج، 1998.
- وليام بليك والتاريخ المستحيل لتسعينيات القرن الثامن عشر، شيكاغو: مطبعة جامعة شيكاغو، 2003.
- فلسطين من الداخل إلى الخارج: احتلال يومي، دبليو دبليو نورتون، 2008؛ منقح ومحدث، مع مقدمة جديدة بقلم أليس ووكر، 2010.
- جعل إنجلترا غربية: الاستغراب والعرق والثقافة الإمبراطورية، لندن وشيكاغو، مطبعة جامعة شيكاغو ، 2014.
- التسامح أرض قاحلة: فلسطين وثقافة الإنكار، دار نشر جامعة كاليفورنيا، 2022.[13]